# Stefan Thanei
Stefan Johann Thanei (Silandro, 3 settembre 1981) è un ex sciatore alpino e sciatore freestyle italiano.

## Biografia

### Stagioni 1997-2007
Originario di Burgusio di Malles Venosta, iniziò a gareggiare nello sci alpino: era uno specialista delle prove veloci che si otteneva buoni risultati anche in supercombinata. Iniziò a partecipare a gare FIS nel gennaio del 1997; esordì in Coppa Europa il 26 gennaio 2000 a Les Orres, piazzandosi 40º in discesa libera, e in Coppa del Mondo il 10 gennaio 2004 nella discesa libera di Chamonix, chiusa al 59º posto.
Ottenne i primi punti nel massimo circuito internazionale il 29 dicembre 2004, quando si piazzò 30º nella discesa libera di Bormio. Nelle sue prime stagioni in Coppa del Mondo non raggiunse mai risultati di rilievo, a parte il 13º posto nella combinata di Wengen del 14 gennaio 2005. Nella stessa stagione vinse il suo primo titolo italiano di discesa libera.

### Stagioni 2008-2011
A livello di Coppa Europa disputò un'ottima stagione 2007-2008: il 21 dicembre ad Altenmarkt-Zauchensee colse il primo podio, 2º in supercombinata, e il 18 gennaio a Crans-Montana la prima vittoria, nella medesima specialità. A fine stagione, con tre vittorie e altri tre podi, si piazzò secondo in classifica generale, preceduto dall'austriaco Marcel Hirscher, e primo in quella di supercombinata.
Nel 2009 a Kitzbühel colse i suoi migliori risultati in carriera: l'8º posto nella discesa libera sulla prestigiosa Streif il 24 gennaio e il 10º posto in combinata il giorno dopo. Le buone prestazioni della stagione 2008-2009 gli valsero la convocazione per i Mondiali di Val-d'Isère, dove fu 16º nella discesa libera, 15º nel supergigante e 21º nella supercombinata; la stagione si chiuse con la conquista del suo secondo titolo italiano di discesa libera, al Passo San Pellegrino. Nelle stagioni successive non riuscì più a cogliere risultati di rilievo; continuò a gareggiare in Coppa del Mondo fino al gennaio 2011 e in Coppa Europa fino al febbraio 2012, quando si ritirò dalle competizioni di sci alpino.

### Stagioni 2012-2018
Dal dicembre 2011 ha iniziato a gareggiare nel freestyle, specialità ski cross e ha esordito in Coppa del Mondo il 17 dicembre 2011 a San Candido con un 64º posto. Ha debuttato ai Campionati mondiali nella rassegna di Oslo/Voss 2013, piazzandosi 46º; nelle sue successive partecipazioni iridate, Kreischberg 2015 e Sierra Nevada 2017, si è classificato rispettivamente al 40º e al 22º posto.
Ai XXIII Giochi olimpici invernali di Pyeongchang 2018, sua unica presenza olimpica, si è classificato al 19º posto. Si è ritirato al termine di quella stessa stagione 2017-2018; ha disputato la sua ultima gara in Coppa del Mondo il 4 marzo a Sunny Valley (15º) e la sua ultima gara in carriera il 29 marzo a Piancavallo, dove ha vinto il titolo italiano.

## Palmarès

### Sci alpino

#### Coppa del Mondo
- Miglior piazzamento in classifica generale: 77º nel 2009

#### Coppa Europa
- Miglior piazzamento in classifica generale: 2º nel 2008
- Vincitore della classifica di combinata nel 2008
- 7 podi:
  - 3 vittorie
  - 3 secondi posti
  - 1 terzo posto

##### Coppa Europa - vittorie
| Data             | Località      | Paese    | Specialità |
| ---------------- | ------------- | -------- | ---------- |
| 18 gennaio 2008  | Crans-Montana | Svizzera | SC         |
| 11 febbraio 2008 | Sella Nevea   | Italia   | SG         |
| 7 marzo 2008     | Bansko        | Bulgaria | DH         |

Legenda:

DH = discesa libera

SG = supergigante

SC = supercombinata

##### Coppa Europa - gare a squadre
- 1 podio:
  - 1 terzo posto

#### Campionati italiani
- 4 medaglie[1]:
  - 2 ori (discesa libera nel 2005; discesa libera nel 2009)
  - 2 argenti (combinata nel 2005; discesa libera nel 2006)

### Freestyle

#### Coppa del Mondo
- Miglior piazzamento in classifica generale: 28º nel 2017

#### Coppa Europa
- Miglior piazzamento in classifica generale: 11º nel 2016
- 2 podi:
  - 2 vittorie

##### Coppa Europa - vittorie
| Data            | Località                 | Paese    | Specialità |
| --------------- | ------------------------ | -------- | ---------- |
| 29 gennaio 2016 | Lenk                     | Svizzera | SX         |
| 10 marzo 2016   | Saint-François-Longchamp | Francia  | SX         |

Legenda:

SX = ski cross

#### Campionati italiani
- 7 medaglie[2][3]:
  - 4 ori (ski cross nel 2012; ski cross nel 2015; ski cross nel 2017; ski cross nel 2018)
  - 1 argento (ski cross nel 2013)
  - 2 bronzi (ski cross nel 2014; ski cross nel 2016)